# Bedri Gürsoy
Pour les articles homonymes, voir Gürsoy.
Bedri Gürsoy (né en 1904 à Kadıköy à l'époque dans l'Empire ottoman, aujourd'hui en Turquie, et mort le 4 février 1994 dans la même ville) est un joueur de football international turc, qui évoluait au poste d'attaquant.

## Biographie

### Carrière en sélection
Avec l'équipe de Turquie, il joue 12 matchs (pour 2 buts inscrits) entre 1923 et 1928. Il joue son premier match en équipe nationale le 26 octobre 1923 contre la Roumanie et son dernier le 4 août 1928 contre la Yougoslavie.
Il figure dans le groupe des sélectionnés lors des Jeux olympiques de 1924 et de 1928. Il joue un match contre la Tchécoslovaquie lors du tournoi olympique de 1924 organisé à Paris.